# Lepus habessinicus
Lepus habessinicus este o specie de mamifere din familia iepurilor, Leporidae. Este endemică în Cornul Africii. Uniunea Internațională pentru Conservarea Naturii a clasificat această specie ca fiind neamenințată cu dispariția.

## Taxonomie
Lepus habessinicus a fost descrisă științific pentru prima oară în 1832 de Wilhelm Hemprich și Christian Gottfried Ehrenberg. A fost sugerat că ar trebui considerată ca fiind aceeași specie ca iepurele Capului (Lepus capensis), dar este considerată specie separată pe baza simpatriei (presupuse) din arealurile lor de răspândire. Este neclar din ce subgen face parte.

## Descriere
Specia Lepus habessinicus se aseamănă cu alte specii de iepuri propriu-ziși prin aspectul general, membrele lungi și prin urechile mari. Crește până la o lungime a capului și a corpului de ~40–55 cm. Blana este moale și deasă. Părțile superioare au o nuanță de gri-argintiu, cu câtva negru pe umăr, spate și crupă. Firele de păr de pe spate au ~2 cm. O bandă scorțișorie subțire separă părțile laterale de abdomen. Abdomenul este alb, blana fiind mai puțin deasă decât pe spate. Bărbia este albicioasă. Urechile sunt foarte mari și maro-argintii la exterior și ocru-albicioase în interior. Coada are ~8,5 cm lungime și este neagră deasupra și albă dedesubt.

## Răspândire
Specia Lepus habessinicus este endemică în Cornul Africii, fiind prezentă în Djibouti, Eritreea, Etiopia, Somalia și Sudan și posibil și Kenya. Se găsește până la altitudini de circa 2.000–2.500 m.

## Stare de conservare
Este posibil ca pășunatul excesiv să mărească arealul speciei Lepus habessinicus. Specia a fost descrisă ca abundentă și răspândită la nivel larg, dar nu se știe dacă populația este în creștere sau în scădere. Arealul său cuprinde Parcul Național Awash, Parcul Național Mago și posibil și Parcul Național Yangudi-Rassa. Uniunea Internațională pentru Conservarea Naturii a clasificat-o ca fiind o specie neamenințată cu dispariția.